# هاري ستينقفيست
هاري ستينقفيست (بالسويدية: Harry Stenqvist) مواليد 1893 - وفيات 1968، كان دراج سويدي. سبق أن شارك في دورة الألعاب الأولمبية الصيفية وفاز بميداليتين أولمبيتين إحداهما ذهبية والأخرى فضية.

## الميداليات
| الميدالية | المسابقة                       |
| --------- | ------------------------------ |
| ذهبية     | الألعاب الأولمبية الصيفية 1920 |
| فضية      | الألعاب الأولمبية الصيفية 1920 |

## روابط خارجية
- هاري ستينقفيست على موقع أرشيف الدراجات (الإنجليزية)
- هاري ستينقفيست على موقع إحصائيات الدراجات الإحترافية (الإنجليزية)
- هاري ستينقفيست على موقع أوليمبيديا (الإنجليزية)
- هاري ستينقفيست على موقع اللجنة الأولمبية السويدية (السويدية)
- profile